# Notropis atrocaudalis
Notropis atrocaudalis är en fiskart som beskrevs av Barton Warren Evermann 1892. Notropis atrocaudalis ingår i släktet Notropis och familjen karpfiskar. Inga underarter finns listade i Catalogue of Life.